# 乌里塞斯博士镇
乌里塞斯博士镇是巴西巴拉那州的一个市镇。总面积781.447平方公里，总人口6137人，人口密度7.9人/平方公里。